# Carnets Geol.
Carnets Geol. est une revue électronique internationale en accès libre, qui publie dans le domaine des sciences de la terre, et plus particulièrement en paléontologie, stratigraphie et sédimentologie. Cette revue est l'un des membres fondateurs du portail accès libre Geoscience e-Journals. Depuis 2007, elle est gérée par l'association Carnets de Géologie, basée à l'Université de Bretagne Occidentale à Brest. D'abord publiée sous le nom de « Carnets de Géologie - Notebooks on Geology », elle est rebaptisée en 2014 en Carnets Geol. pour éviter toute ambiguïté avec l'association éponymique.

## Description
Les Carnets Geol. publient des contributions (mémoires, articles, et notes brèves) évaluées par des pairs et sans périodicité définie, c'est-à-dire que chaque nouveau papier est publié en ligne dès que possible après que le bureau éditorial ait reçu la dernière version revue et corrigée par les auteurs. Ces contributions sont écrites en anglais, en français, ou dans les deux langues, d'autres langues telles que l'espagnol, l'allemand ou l'italien peuvent également apparaître (dans les résumés). Les titres, résumés et mots-clefs sont disponibles en anglais et en français. En complément du journal, l'association publie également des livres électroniques en accès libre. Tout le contenu du journal, sujet à une licence Creative Commons, est disponible gratuitement sur internet à partir du site principal hébergé sur les serveurs de la RedIRIS et sur des sites institutionnels en libre accès,. Des versions cédérom, puis dévédérom ont été éditées.

## Historique
Les Carnets Geol. ont été créés en 2002 par Bruno Granier, professeur à l'université de Bretagne-Occidentale depuis 2004. Le bureau éditorial, initialement basé à Maintenon (Eure-et-Loir, France), a par conséquent migré vers Brest, en 2004. L'année suivante, en 2005, des accords ont été signés respectivement avec l'INIST et Hyper articles en ligne (HAL), de façon à donner une meilleure visibilité aux auteurs de contributions scientifiques. 
Le partenariat avec l'INIST s'interrompt en 2020 avec la fermeture définitive d'I-Revues. De nouveaux partenariats avec des sociétés savantes sont signés : en 2020 avec la SEPM, Society for Sedimentary Geology, puis en 2021 avec la Palaeontological Association. 
Le serveur Web hébergeant la revue est celui de la RedIRIS, Madrid, Espagne.

## Indexation
Les Carnets Geol. sont indexés par les bases de données suivantes :
- AESIS
- Bibliography and Index of Geology (en)
- BIOBASE (en)
- BIOSIS (en)
- Current Contents
- GeoRef
- Web of Science
- Pascal
- Petroleum Abstracts
- Scopus (Elsevier)
- SciSearch